# Liste der Kreisstraßen in Weiden in der Oberpfalz
Die Liste der Kreisstraßen in Weiden in der Oberpfalz ist eine Auflistung der Kreisstraßen in der bayerischen Stadt Weiden in der Oberpfalz mit deren Verlauf. 

## Abkürzungen
- NEW: Kreisstraße im Landkreis Neustadt an der Waldnaab
- St: Staatsstraße in Bayern
- WEN: Kreisstraße in der kreisfreien Stadt Weiden in der Oberpfalz

## Liste
Nicht vorhandene bzw. nicht nachgewiesene Kreisstraßen werden in Kursivdruck gekennzeichnet, ebenso Straßen und Straßenabschnitte, die unabhängig vom Grund (Herabstufung zu einer Gemeindestraße oder Höherstufung) keine Kreisstraßen mehr sind.
Der Straßenverlauf wird in der Regel von Nord nach Süd und von West nach Ost angegeben.
| Nr. WEN | Verlauf |
| ------- | --- |
| WEN 9   | St 2657 – Moosbürger Straße – Stadtgrenze – (NEW 9 im Landkreis Neustadt an der Waldnaab) – Stadtgrenze – Pirker Straße – St 2657 |
| WEN 11  | (NEW 11 im Landkreis Neustadt an der Waldnaab) – Stadtgrenze – Mitterhöll – WEN 29 |
| WEN 29  | – (Unterhöll) – Stadtgrenze – (NEW 29 im Landkreis Neustadt an der Waldnaab) – Stadtgrenze – Unterhöll – WEN 11 – Unterhöll – Stadtgrenze – (NEW 29 im Landkreis Neustadt an der Waldnaab) – Stadtgrenze – Muglhof – Stadtgrenze – (NEW 29 im Landkreis Neustadt an der Waldnaab) – Stadtgrenze – Oedenthal – Trauschendorf – Stadtgrenze – (NEW 29 im Landkreis Neustadt an der Waldnaab) |